# Tinodes rostocki
Tinodes rostocki là một loài Trichoptera trong họ Psychomyiidae. Chúng phân bố ở miền Cổ bắc.